# اخلاق پزشکی نظامی
اخلاق پزشکی نظامی (به انگلیسی: Military medical ethics) یک شاخه خاص از اخلاق پزشکی با مفاهیم اخلاق نظامی است. هر دو از حوزه‌های اصلی اخلاق کاربردی، مطالعه ارزش‌ها و قضاوت‌های اخلاقی که به ترتیب در زمینه‌های خاص پزشکی و امور نظامی اعمال می‌شوند. MME شامل کاربرد عملی اخلاق توسط پزشکان نظامی و سایر پزشکان مراقبت‌های بهداشتی برای مشکلات در محیط‌های بالینی و بهداشت عمومی نظامی که در آن بیماران ممکن است پرسنل دوست یا دشمن باشند یا در آن غیر نظامیان تحت اثر عملیات نظامی قرار گرفته باشند.

## بررسی کلی
در یک محیط پادگانی (در زمان صلح یا مستقر نشده) احکام MME ممکن است تفاوت چندانی با اخلاق پزشکی در زمینه غیرنظامی نداشته باشد و معمولاً از همان فرایندهای تصمیم‌گیری استفاده می‌کنند. (برای مثال، پزشکان نظامی در ایالات متحده حداقل توسط یکی از هیئت‌های پزشکی ایالتی مجوز دارند و بنابراین باید طبق مقررات اخلاقی آن ایالت به طبابت بپردازند) با این اوصاف یک دوگانگی ذاتی بین مأموریت شفابخشی پزشکی و عملیات مخرب ارتش وجود دارد.
به دلیل اینکه عملیات نظامی ممکن است منجر به جراحت یا حتی مرگ پرسنل دشمن شود (اغلب به صورت عمدی) و ممکن است شامل بازداشت و بازجویی از پرسنل اسیر شده دشمن باشد، ملاحظات اخلاق پزشکی برای ارائه دهندگان بالینی منصوب یا وابسته به یک واحد نظامی در شرایط استقرار یا جنگ نمی‌تواند باشد. همیشه با کسانی که در جهان غیرنظامی هستند یکسان باشد. تضادهای اخلاقی ممکن است در تنش بین مسئولیت‌ها در قبال بیمار و وظایف در قبال ساختار فرماندهی ظاهر شود. درجه ای که اصول اخلاق پزشکی ممکن است به‌طور مجهی توسط مسائل امنیت ملی اطلاع داده شود یا حتی برای تطبیق با آنها تغییر یابد بحث‌برانگیز است.

## پیش زمینه تاریخی
بحث در مورد MME اغلب به عنوان نقطه شروع درس‌هایی است که باید از انحراف در عمل پزشکی توسط پزشکان نظامی و دیگران در دوره منتهی به جنگ جهانی دوم و در طول آن در آلمان و ژاپن آموخته شود. آنها همچنین ممکن است مستلزم آزمایش‌های تشعشعاتی که اخیراً آشکار شده در جنگ سرد توسط دولت ایالات متحده انجام شده باشد. چنین بحث‌هایی اغلب بر این پرسش متمرکز می‌شوند که آیا می‌توان این فعالیت‌های بسیار تاسف بار گذشته را به‌طور منطفی با مشکلات امروزی MME مقایسه کرد؟

## یادداشت
- Beam, Thomas E. and Linette R. Sparacino, Editors (2003), Military Medical Ethics, Vol. 1 (Series: Textbooks of Military Medicine), Washington, DC: The Borden Institute.
- Beam, Thomas E. and Linette R. Sparacino, Editors (2003), Military Medical Ethics, Vol. 2 (Series: Textbook of Military Medicine), Washington, DC: The Borden Institute.
- Grodin, Michael A. and George J. Annas (2005), “Military Medical Ethics” [Review], New England Journal of Medicine, Volume 352:312-314, Number 3, (January 20 issue).
- Elahi, Mansoor , "
- Eagan, Sheena M. “Medicine as a Non-Lethal Weapon: The Ethics of ‘Winning Hearts and Minds’. ” Ethics and Armed Forces. Issue 2015/1: pp 9-15.
- Eagan, Sheena M. “The Warrior in a White Coat: Moral Dilemmas, the Physician-Soldier & the Problem of Dual Loyalty.” Medical Corps International Forum. Volume 4: pp 4-7.
- Messelken, Daniel and Hans U. Baer, Editors (2013), Proceedings of the 2nd ICMM Workshop on Military Medical Ethics. Bern. شابک ‎۹۷۸−۳−۹۰۵۷۸۲−۹۴−۳
- Messelken, Daniel and Hans U. Baer, Editors (2014), Proceedings of the 3rd ICMM Workshop on Military Medical Ethics. Bern. شابک ‎۹۷۸−۳−۹۰۵۷۸۲−۹۷−۴
- Messelken, Daniel and David Winkler, Editors (2015). Proceedings of the 4th ICMM Workshop on Military Medical Ethics. Bern. شابک ‎۹۷۸−۳−۹۰۵۷۸۲−۹۸−۱

Eagan, Sheena M. “Medicine as a Non-Lethal Weapon: The Ethics of ‘Winning Hearts and Minds’. ” Ethics and Armed Forces. Issue 2015/1: pp 9-15. Eagan, Sheena M. “The Warrior in a White Coat: Moral Dilemmas, the Physician-Soldier & the Problem of Dual Loyalty.” Medical Corps International Forum. Volume 4: pp 4-7.